# دیوار (مجموعه تلویزیونی)
دیوار یک مجموعه تلویزیونی محصول سال ۱۳۹۱ به کارگردانی سیروس مقدم، نویسندگی سعید نعمت‌الله و تهیه‌کنندگی الهام غفوری می‌باشد که از شبکه یک پخش شد.
این مجموعه در ۱۳ قسمت ۴۸ دقیقه‌ای تهیه شده‌است.

## خلاصه داستان
جمیل، رئیس یک باند تبهکاری است که توسط همسر خواهرش، سرهنگ یونس سبزی به زندان افتاده‌است. او ۱۵ سال زندان بوده‌است. او در آستانه رهایی از زندان، از دلبستگی میان دخترش (خورشید) با پسر سرهنگ سبزی (امیرحسین) مطلع می‌گردد و با اینکه کینه و نفرت نسبت به یونس، سرتاسر وجودش را گرفته، با ازدواج فرزندانشان موافقت می‌کند. اوکه در تمام این سال‌ها به انتقام فکر می‌کرده، در روز عقد دخترش از زندان آزاد می‌شود و …

## بازیگران
- آتیلا پسیانی در نقش سرهنگ یونس سبزی
- مهدی سلطانی در نقش جمیل
- فریبا کوثری در نقش همسر یونس
- مهرداد صدیقیان در نقش امیرحسین سبزی
- کامران تفتی در نقش نصرت بهادر
- تینا آخوندتبار در نقش خورشید
- جمشید صفری
- حمیدرضا هدایتی
- الهه حسینی
- امیر حمیدزاده
- علیرضا مهران در نقش
- نوید پورفرج در نقش عباسی

## جوایز و نامزدها
| ۱۳۹۳ | چهاردهمین دوره جشن حافظ |                                  |             |       |
| ۱۳۹۳ | چهاردهمین دوره جشن حافظ | بهترین کارگردانی تلویزیونی       | سیروس مقدم  | برنده |
| ۱۳۹۳ | چهاردهمین دوره جشن حافظ | بهترین بازیگر مرد درام تلویزیونی | مهدی سلطانی | برنده |